# Lapanemóna
A lapanemóna (Discosoma) a virágállatok (Anthozoa) osztályának Corallimorpharia rendjébe, ezen belül a Discosomidae családjába tartozó nem.
Családjának a típusneme.

## Rendszerezés
A nembe az alábbi 11 faj tartozik:
- Discosoma album (Forsskål, 1775)
- Discosoma carlgreni (Watzl, 1922)
- Discosoma dawydoffi Carlgren, 1943
- Discosoma fowleri (den Hartog, 1980)
- Discosoma fungiforme (Verrill, 1869)
- Discosoma molle (Couthouy in Dana, 1846)
- Discosoma neglecta (Duchassaing & Michelotti, 1860)
- Discosoma nummiforme Rüppell & Leuckart, 1828
- Discosoma rubraoris Saville-Kent, 1893
- Discosoma unguja Carlgren, 1900
- Discosoma viridescens (Quoy & Gaimard, 1833)

Az alábbi taxonok, csak nomen dubium, azaz „kétséges név” szinten szerepelnek:
- Discosoma bryoides
- Discosoma dianthus
- Discosoma inchoata